# Jystrup Sø
Jystrup Sø ligger umiddelbart nord for Jystrup By i i Ringsted Kommune  og er omgivet af grønne områder, marker og skov. Søen hedder på ældre kort "Gadesø" som også er et udtryk for dens nære beliggenhed til Jystrup, hvor den stadig fungerer som gadekær. Den tilhørte Skjoldenæsholm indtil under 2. verdenskrig, hvor godset skænkede den til bredejerne. I vinterperioder bliver den brugt som skøjtebane.
55°31′3″N 11°52′4″Ø / 55.51750°N 11.86778°Ø